# Cantone di Le Mayet-de-Montagne
Il Cantone di Le Mayet-de-Montagne era una divisione amministrativa dell'arrondissement di Vichy.
A seguito della riforma approvata con decreto del 27 febbraio 2014, che ha avuto attuazione dopo le elezioni dipartimentali del 2015, è stato soppresso.

## Composizione
Comprendeva 11 comuni:
- Arronnes
- La Chabanne
- Châtel-Montagne
- Ferrières-sur-Sichon
- La Guillermie
- Laprugne
- Lavoine
- Le Mayet-de-Montagne
- Nizerolles
- Saint-Clément
- Saint-Nicolas-des-Biefs